# Gesundheitsschäden durch militärische Radaranlagen

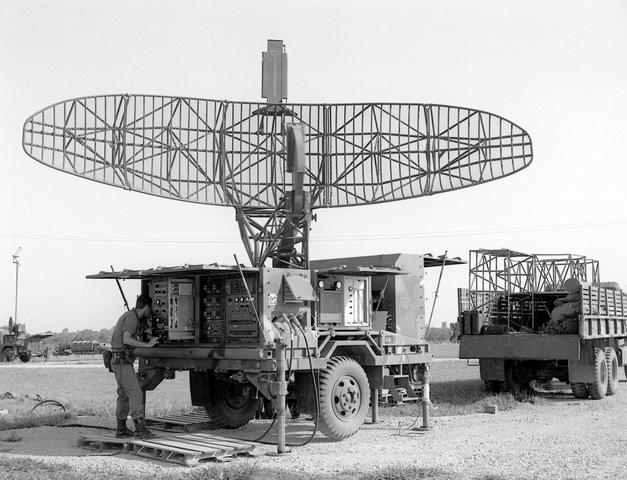
Impulsradar des seit 1962 eingesetzten Hawk-Luftabwehrsystems. Erst ab 1981 mussten zur Wartung Bleischürzen getragen werden. Das für die Röntgenstrahlung maßgebende Wasserstoffthyratron Typ N5949 (Betrieb bei 18 kV, Radar-Pulsleistung 450 kW) befindet sich in Fahrtrichtung vorn links in Brusthöhe. Eine der Herstellerfirmen bestätigte im Jahr 1998, dass die Geräte Krebs auslösen könnten.

Gesundheitsschäden durch militärische Radaranlagen haben eine nicht genau bestimmbare Anzahl von Soldaten und Zivilangestellten der Bundeswehr und der NVA erlitten, die von den 1950er bis zu den 1980er Jahren an Radargeräten Dienst taten. Sie waren dabei teilweise der Röntgenstrahlung ausgesetzt, welche bei der Erzeugung der eigentlichen Radar-Mikrowellenstrahlung nebenbei entsteht. Eine größere Anzahl dieser Personen entwickelte später Krankheiten, vor allem Krebs, der mit der Röntgenstrahlung in Verbindung gebracht wird.
Zum Stand Juni 2006 hatte die Bundeswehr bei 679 von 3.500 Stellern eines Entschädigungsantrags den Zusammenhang einer Krebserkrankung mit ihrer dienstlichen Tätigkeit anerkannt. Mehrere Hundert Menschen sind bereits an den Folgen gestorben. Im Jahr 2001 hatte die Bundeswehr ihre Verantwortung grundsätzlich anerkannt und unbürokratische Entschädigung zugesagt, eine Expertenkommission gab 2003 Empfehlungen zur Entschädigungspraxis. Viele Betroffene beklagen jedoch, dass sie jahrelang um die Anerkennung ihrer Ansprüche kämpfen müssten. Sie haben mehrere Selbsthilfeorganisationen gegründet. Im Jahr 2012 wurde eine staatlich finanzierte Hilfsstiftung eingerichtet.

## Hintergrund

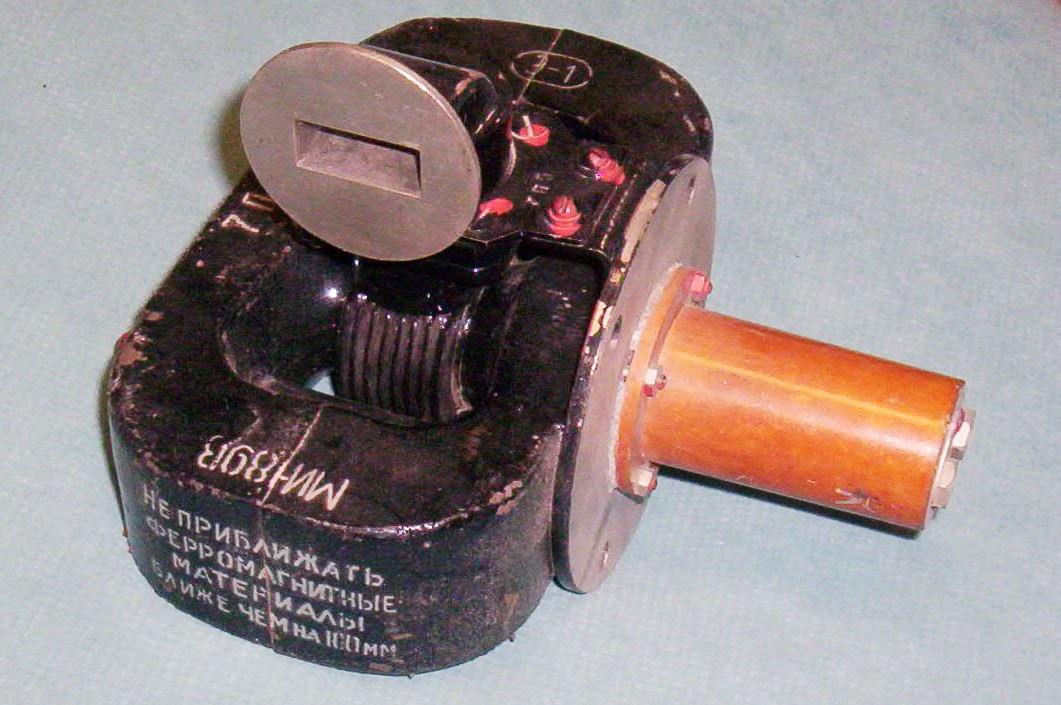
Impuls-Magnetron eines sowjetischen Radarsenders, etwa 1970. In deren Stromversorgung entsteht als unerwünschtes Nebenprodukt Röntgenstrahlung.

### Grundproblematik
Radargeräte werden unter anderem auf Flughäfen, in Flugzeugen, Raketenstellungen, bei Panzern und auf Schiffen eingesetzt. Bei der im 20. Jahrhundert üblichen Radartechnologie entstand in der Hochspannungselektronik der Radarsender der Geräte als technisch unvermeidbares Nebenprodukt Röntgenstrahlung. Diese wird je nach ihrer Wellenlänge durch viele technisch übliche Materialien nur wenig abgeschwächt, siehe Wechselwirkung von Röntgenstrahlung mit Materie. Einige Schwermetalle wie z. B. Blei oder auch das bei den eigentlichen Senderöhren, den Magnetronen, verwendete massive Kupfer schirmen die Strahlung nahezu vollständig ab. Bis etwa Mitte der 1980er Jahre war die Abschirmung der Strahlung insbesondere der Impuls-Schaltröhren sowohl bei den bei der Bundeswehr eingesetzten amerikanischen Radargeräten als auch bei den bei der NVA der DDR eingesetzten sowjetischen Typen teilweise unzureichend, bis entsprechende Abschirm- und Schutzmaßnahmen eingeführt wurden. Dies geschah für verschiedene Radartypen und Waffengattungen zu unterschiedlichen Zeiten, teilweise erst um 1985. Das Bedien- und Wartungspersonal war deswegen über längere Zeiträume Strahlendosen ausgesetzt, die nach Schätzungen oft um ein Vielfaches über im Zivilbereich zulässigen Grenzwerten lag. Röntgenstrahlung schädigt bereits bei niedrigen Strahlungsdosen das Genom der Zellen und fördert so die spätere Entstehung von Krebs.

### Verursachende Bauteile

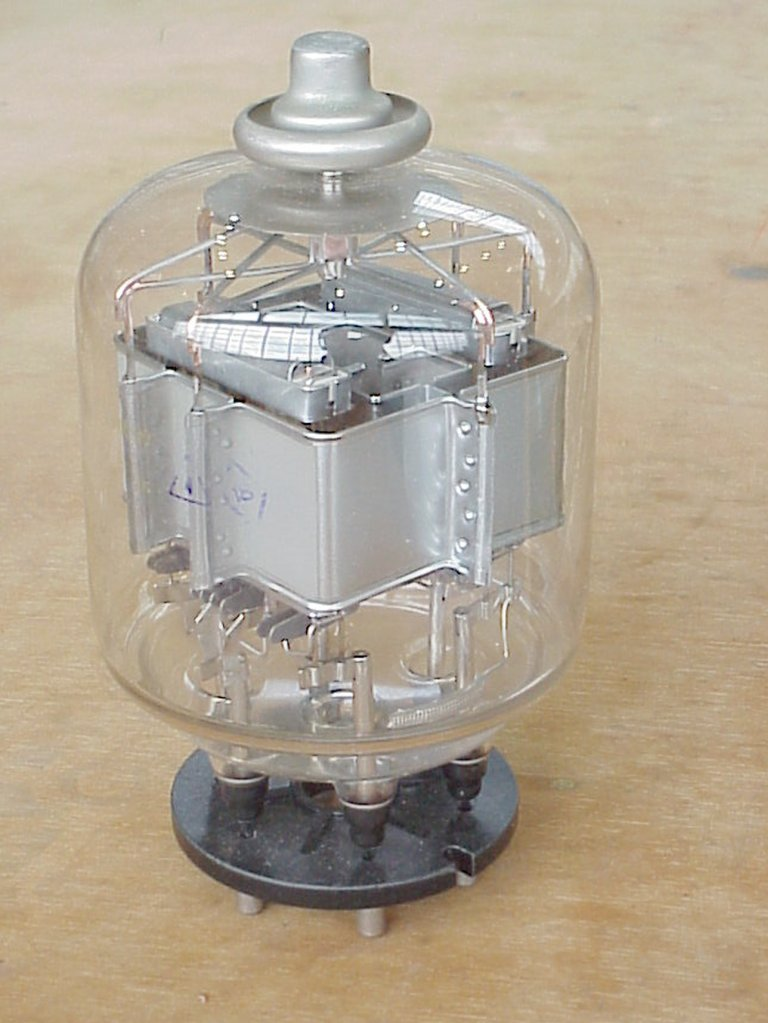
Schaltröhre einer sowjetischen P-15 (Flat Face)-Radaranlage. Röntgenstrahlung entsteht beim Auftreffen der Elektronen auf die Innenseite der Anode (quadratisch gebogenes Blech)

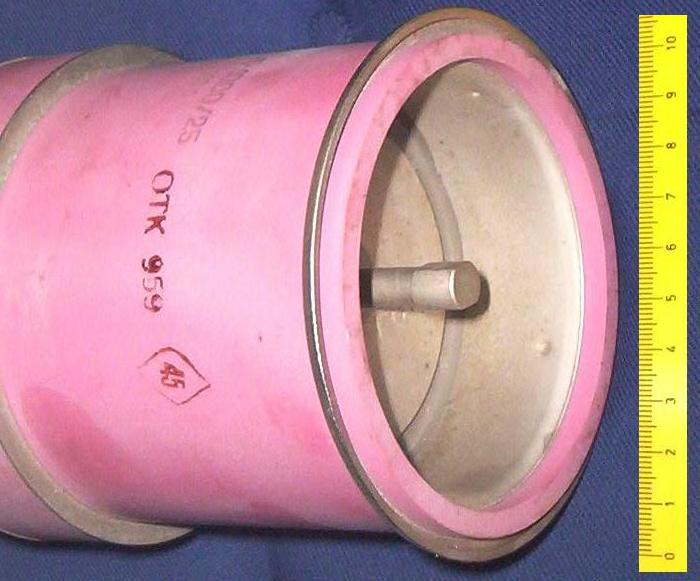
Sowjetisches Wasserstoff-Thyratron 25 kV / 1 kA

Die Schadwirkung ging somit nicht von der eigentlichen Radar-Mikrowellenstrahlung aus, sondern von der nebenbei in der Elektronik der Geräte erzeugten Röntgenstrahlung (Ionisierende Strahlung), deren Schadwirkung wissenschaftlich erwiesen ist. Dieser Effekt beruht darauf, dass Elektronenröhren und ähnliche Bauteile bei den verwendeten hohen Spannungen unerwünschterweise auch wie Röntgenröhren wirken. In einer Untersuchung wurde eine große Anzahl von älteren Radargeräten der NATO und des Warschauer Pakts hinsichtlich ihrer parasitären Röntgenstrahlung untersucht. Als Hauptquelle erwiesen sich die Wasserstoff-Thyratrons beziehungsweise die Elektronenröhren (Schalt-Tetroden), welche die Hochspannungsimpulse (5 bis über 100 kV, 7 kW bis 20 MW) für die Radar-Mikrowellensender schalteten. Weitere Röntgenquellen sind nach dieser Untersuchung je nach Konstruktion auch die Sender selbst (Hochleistungsklystrons und Magnetrone) sowie Wanderfeldröhren. Es gab bereits im Jahre 1955 Untersuchungen zur Röntgenemission von Wasserstoff-Thyratrons.

### Strahlenexposition bei der Bundeswehr

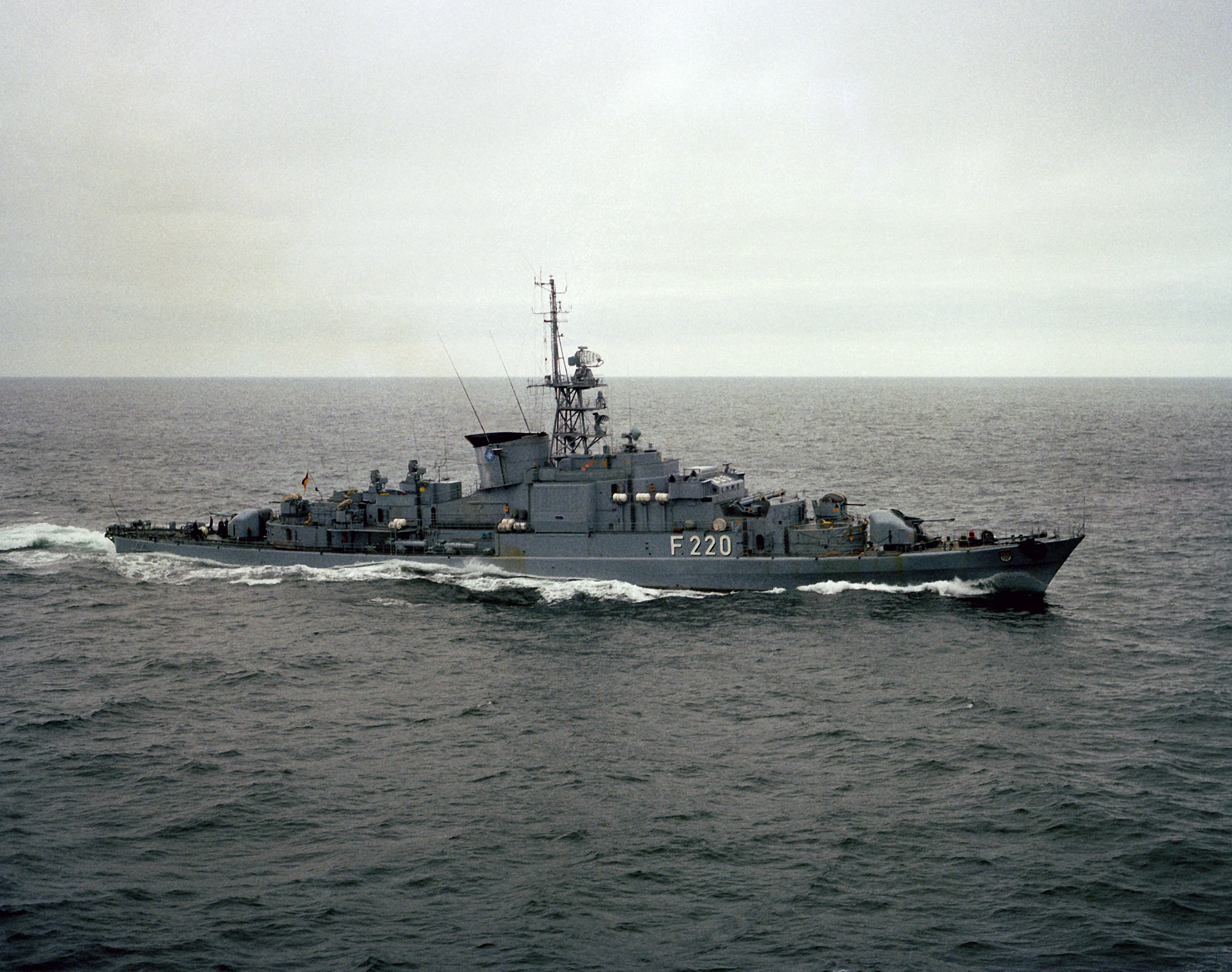
Die Fregatten der Köln-Klasse waren mit Radargeräten vom Typ SGR-103 ausgerüstet. Der Tod zweier Soldaten, die regelmäßig mit dem Gerät zu tun hatten, führte 1976 zur Einführung von Schutzmaßnahmen bei der Marine.

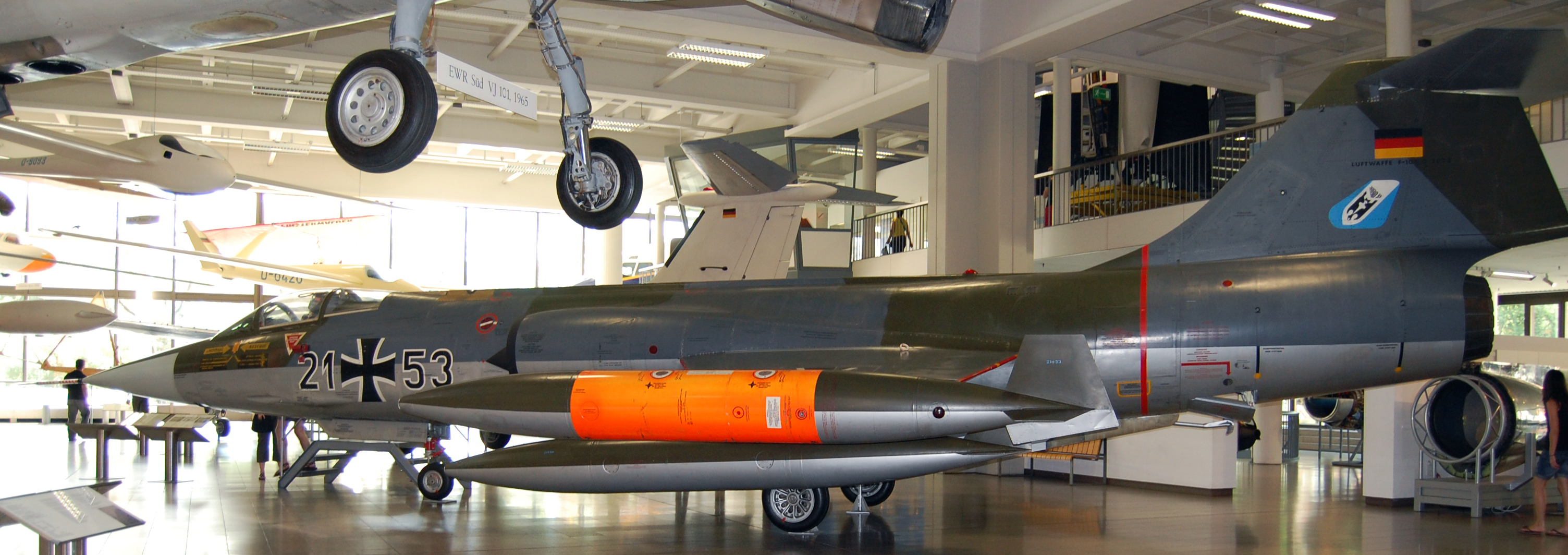
Das Bordradar der Lockheed F-104 musste im laufenden Betrieb justiert werden, was zu hohen Strahlenbelastungen führte.

Besonders betroffen sind ehemalige Wartungstechniker (Radarmechaniker). Zahlreiche Radargeräte waren so konstruiert, dass Wartungs- und Justierarbeiten an der Radareinheit nur bei geöffnetem Gerät im laufenden Betrieb möglich waren. Dazu gehörte unter anderem das NASARR-Bordradar des Kampfflugzeugs F-104 Starfighter. Daher waren die Techniker den Röntgenstrahlung erzeugenden Teilen direkt und häufig ohne jeden Schutz über Stunden ausgesetzt, was sich über Jahre zu einer extrem hohen Gesamtbelastung addierte.
Das Flugabwehrraketensystem HAWK besteht unter anderem aus dem Impulsradar AN/MPQ-50 zur Zielerfassung. Das für die Strahlung dieses auf einem Anhänger montierten Gerätes maßgebende Bauteil, ein Wasserstoffthyratron Typ N5949 (Betrieb hier bei 18 kV, die Radar-Pulsleistung beträgt 450 kW), befindet sich in einem Schaltschrank unter der Antenne in Brusthöhe. Am System eingesetzte Soldaten waren auch bei geschlossener innerer Schaltschranktür einer erhöhten Strahlenbelastung ausgesetzt, da deren Blech Löcher zur Kühlung aufwies.
Bei dem Radargerät SGR-103 der Marine lag die Strahlenbelastung bei bis zu ca. 400 mSv/h. Diese Strahlung war so hoch, dass der zulässige Jahresgrenzwert für eine beruflich exponierte Person (gemäß Röntgenverordnung) bereits nach 3 Minuten überschritten sein konnte. Zwei krebsbedingte Todesfälle in Zusammenhang mit diesem Gerät im Marinearsenal Wilhelmshaven führten ab 1976 zu einem gesteigerten Problembewusstsein bei der Bundesmarine und zur Einführung entsprechender Schutzmaßnahmen. Diese wurden aber erst im Laufe mehrerer Jahre auch in anderen Teilstreitkräften umgesetzt.
Im Zivilbereich schreiben gesetzliche Vorschriften für den Umgang mit ionisierender Strahlung das Tragen von Messplaketten oder -geräten vor, die die von der Person aufgenommene Strahlungsdosis aufzeichnen (Dosimeter). Bei der Bundeswehr gab es solche Geräte – außer in wenigen Ausnahmefällen – bis etwa Ende der 1970er Jahre nicht. Dies erschwert heute die Geltendmachung von Schadensersatzansprüchen, weil die Beweislast vor Gericht bei den Betroffenen liegt.

## Krankheitsbilder
Es gibt mit Stand 2009 keine wissenschaftlich stichhaltigen Untersuchungen oder Daten zur Häufigkeit einzelner Krankheitsbilder durch Radar-Röntgenstrahlung. Laut einer Expertenkommission („Radarkommission“), die im Auftrag des Bundestags einen umfangreichen Bericht erstellte, war das ihr von der Bundeswehr zur Verfügung gestellte, anonymisierte Fallmaterial über die Erkrankten mängelbehaftet und genügte wissenschaftlichen Anforderungen nicht.
Die im Mai 2003 vorgestellte Studie der Bundeswehr, „Untersuchungen über die Erfassung des gesundheitlichen Risikos von Bundeswehrangehörigen im Arbeitsbereichs Radar im Zeitraum 1956–1985“, wurde ebenfalls als mit schwerwiegenden methodischen Mängeln behaftet bewertet.
Als Empfehlung für die Entschädigungspraxis der Bundeswehr empfahl die Kommission, grundsätzlich alle malignen (bösartigen) Tumoren sowie Katarakte (Grauer Star) als für eine Entschädigung qualifizierende Krankheit anzusehen, mit Ausnahme der Chronischen Lymphatischen Leukämie.
Laut dem Rechtsanwalt Reiner Geulen, der etwa 800 Betroffene vertritt und weitgehenden Zugriff auf deren Krankenakten hat, leiden seine Mandanten unter anderem an Nieren- und Leberkrebs, Hoden- und Prostatakrebs, Non-Hodgkin-Lymphomen und Leukämie. Zudem seien Immunschwäche, Herzkrankheiten und Störungen des Nervensystems verbreitet – da die Empfehlungen der Radarkommission jedoch nur maligne Tumoren und Grauen Star berücksichtigten, lehnt die Bundeswehr Entschädigungsanträge von Betroffenen mit letzteren Krankheitsbildern generell ab.

### Behinderungen bei Kindern von Radarpersonal

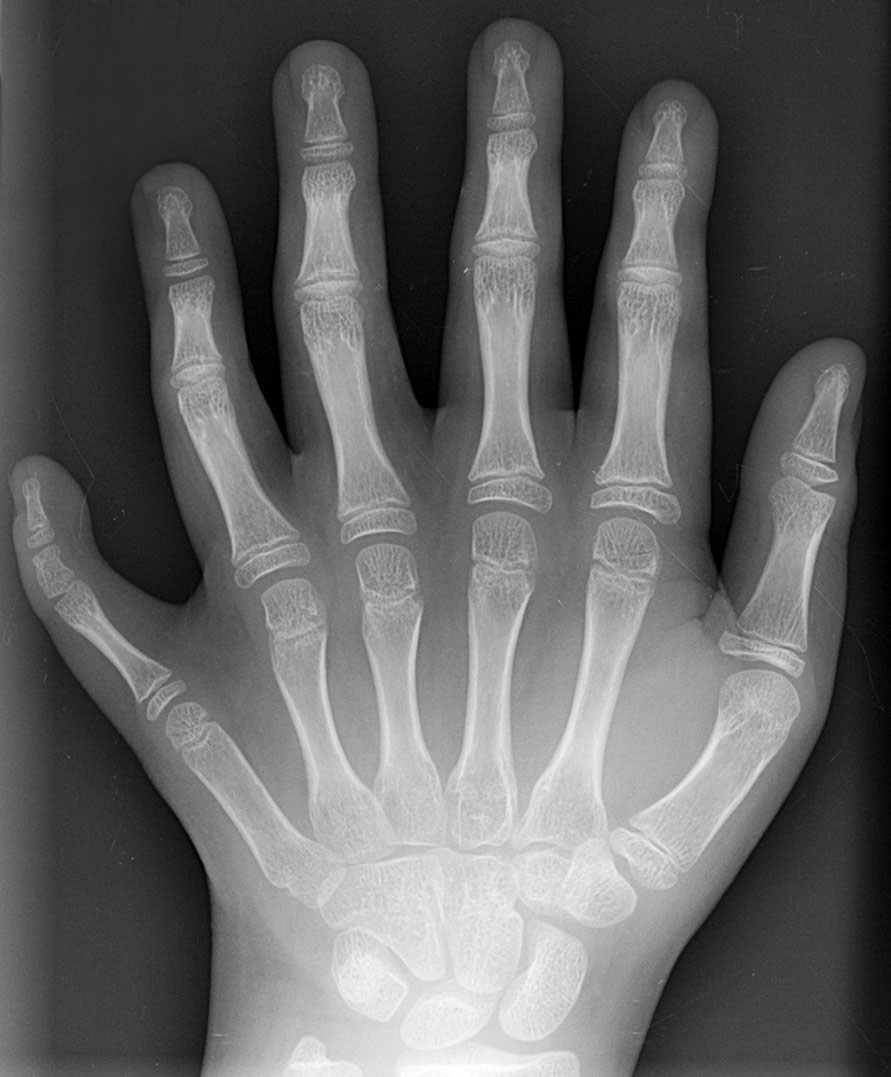
Röntgenaufnahme einer linken Hand mit sechs Fingern, wie bei einem der betroffenen Kinder.

Mindestens fünf – teilweise mittlerweile erwachsene – Kinder ehemaliger Radarsoldaten haben körperliche Behinderungen, vor allem schwere Fehlbildungen an Armen und Beinen, etwa sechsfingrige Hände und verkürzte Beine. 1961 fiel dem Chefarzt des Kinderkrankenhauses Josefinum in Augsburg auf, dass drei Kinder ähnliche Fehlbildungskomplexe aufwiesen, deren Väter an Radaranlagen der Bundeswehr arbeiteten. Wegen der auffälligen Häufung bat er „das Innenministerium und die zuständigen Strahlenforschungsinstitute um Aufklärung“, ohne die Eltern vom Verdacht zu informieren. Ionisierende Strahlung ist zellschädigend und kann strahleninduzierten Mutationen verursachen.
Treten zwei oder mehr Schäden in einem nur 20 Basenpaare langen Erbgutstrang auf, spricht man von einer 'Multisite de novo Mutation' (MSDN). Im Jahr 2018 verglich man von zwölf Familien von Radarsoldaten, darunter 18 Nachkommen, das gesamte Erbgut mit 28 Kindern von Eltern, die kaum Röntgenstrahlung ausgesetzt waren. Während bei jenen 28 Kindern nur jedes fünfte eine MSDN aufwies, galt dies bei den Soldatenfamilien für zwei von drei Kindern. Hierbei fand man zwölf MSDNs, bei einer Familie sogar sechs MSDNs bei drei Kindern. Zudem lagen bei zwei Kindern Chromosomen-Veränderungen vor, die schwere klinische Folgen haben. Ihr Ursprung wurde auf die väterliche Keimbahn zurückgeführt.
„Eine Häufung an bestimmten Erbgutschäden durch Röntgenstrahlung lässt sich in der Folgegeneration prinzipiell nachweisen“, sagt Prof. Dr. Peter Krawitz vom Institut für Genomische Statistik und Bioinformatik am Universitätsklinikum Bonn.
Betroffene Soldaten und die Nachkommen können an einer weiterführenden Studie teilnehmen.

## Verantwortung der Bundeswehr und wissenschaftliche Aufarbeitung
Laut der Radarkommission war der Bundeswehr ab etwa 1958 das Problem der Röntgenstrahlung aus Radargeräten bekannt. Nach Aussagen von Soldaten und Dokumenten wurden jedoch erst ab 1976 bei der Bundesmarine, dann ab den frühen 1980er Jahren generell Warnungen ausgesprochen, Warnhinweise angebracht und Schutzmaßnahmen ergriffen. In den 1960er und 1970er Jahren waren die Bundeswehrsoldaten und -techniker weitgehend unwissend über die Gefahren, ebenso wie die der NVA der DDR. Es gab auch keine vorgeschriebenen Maßnahmen zum Strahlenschutz wie das Tragen von Bleischürzen.
Noch in den 1990er Jahren bestritt die Bundeswehr jeglichen Zusammenhang zwischen Radargeräten und Erkrankungen. Kranke Soldaten mit komplexen Krankheitsbildern wurden teilweise als Hypochonder eingestuft. Der Öffentlichkeit wurde das Thema ab etwa 2001 bekannt, als in einem Spiegel-Artikel Auszüge aus einer noch unfertigen Studie der Universität Witten/Herdecke zitiert wurden, die extrem hohe Erkrankungsraten suggerierten. Die Studie wurde allerdings später als nur sehr bedingt aussagekräftig bewertet, etwa von der Radarkommission, aber auch von ihrem Autor. 2003 untersuchte die Radarkommission im Auftrag des Verteidigungsausschusses des Bundestags die Vorgänge, stellte im Wesentlichen ein Verschulden der Bundeswehr fest und gab Empfehlungen zur Entschädigung der Betroffenen. Sie trat auch dafür ein, ehemalige NVA-Soldaten gleichberechtigt wie westdeutsche Soldaten zu behandeln, da diese bis dahin benachteiligt worden waren. Laut damaliger Aussage des Verteidigungsministeriums sollten diese Empfehlungen weitgehend eins zu eins umgesetzt werden. Verteidigungsminister Rudolf Scharping sagte bereits im Sommer 2001 zu, die Angelegenheit einschließlich der Entschädigungen "großherzig, streitfrei und noch in diesem Jahr" zu regeln. Unter Leitung des Journalisten Theo Sommer setzte das Ministerium seinerzeit einen Arbeitsstab ein, um den Sachverhalt aufzuklären.
Im Jahr 2017 schrieb das Bundesamt für Ausrüstung, Informationstechnik und Nutzung der Bundeswehr (BAAINBw) eine Studie zu „Möglichen DNA-Schädigungen bei Nachkommen von Radartechnikern“ aus. Das Institut für Genomische Statistik und Bioinformatik (IGSB) am Universitätsklinikum Bonn erhielt den Zuschlag und wird unter anderem auch die Neumutationsraten von multisite de novo (MSDN) Mutationen untersuchen, da sich hierfür in einer Pilotstudie Hinweise auf erhöhte Raten ergaben. Die Rekrutierungsphase zur Studienteilnahme lief von Oktober bis Ende Dezember 2018.

### Umstrittene Entschädigungspraxis
Von den etwa 3.500 Anträgen auf Entschädigungszahlungen waren 2006 fast alle bearbeitet und etwa 2.800 abgelehnt worden, nach Angaben der Bundeswehr vor allem, weil die Antragsteller nicht mit Radarstrahlung in Kontakt oder nicht an Krebs erkrankt waren. Diese Entscheidungen betreffen die Frage der Zahlung von Zusatzrenten.
Anders ist die Sachlage bei Forderungen der Geschädigten auf Schadensersatz (z. B. für Behandlungskosten und Verdienstausfall) sowie auf Schmerzensgeld. Diese Ansprüche müssen als individuelle Zivilklage vor Gericht geltend gemacht werden. In einigen Fällen haben Gerichte bereits zugunsten der Kläger entschieden. Bis ins Jahr 2009 war die Standardprozedur des beklagten Verteidigungsministeriums, in diesen Fällen Rechtsmittel gegen das Urteil einzulegen (Berufung oder Revision), was die Verfahrensdauer in die Länge zieht.
Die Selbsthilfeorganisation Bund zur Unterstützung Radargeschädigter wirft dem Verteidigungsministerium vor, dass es auf Zeit spiele und versuche, die Angelegenheit auszusitzen, bis die Betroffenen verstorben seien.
Laut Vertretern der Interessenverbände empfinden viele Geschädigte die Entschädigungspraxis als unwürdig. Daher wurde frühzeitig von verschiedenen Seiten, etwa dem Wehrbeauftragten des Bundestags, die Schaffung einer Stiftung vorgeschlagen, aus deren Mitteln die Betroffenen unbürokratisch entschädigt werden sollten. Die Stiftung ist am 22. Mai 2012 eingerichtet worden.

## Situation in anderen Ländern
Laut der Auskunft eines anonym bleibenden Informanten im Bundesverteidigungsministerium gegenüber der Nachrichtenagentur Reuters im Jahr 2002 hatte das Ministerium alle anderen NATO-Staaten über die Untersuchungen in Deutschland informiert. Diese hätten jedoch geantwortet, dass ihnen keine Krebsfälle im Zusammenhang mit Radarstrahlung bekannt seien. Dies wurde mit Hinweis auf den Einsatz identischer Radargeräte in allen NATO-Staaten inklusive der USA teilweise angezweifelt.

## Zivilbereich
Auch in der zivilen Luftfahrt werden Radaranlagen eingesetzt, vor allem zur Flugsicherung. Es sind jedoch bisher keine Fälle bekannt geworden, bei denen ziviles Radarpersonal ähnliche Schäden erlitten hätte.